# Zovik
Zovik (szerbül: Зовик), falu Bosznia-Hercegovinában, Bosanska krajina területén, Kostajnica községben, a Szerb Köztársaságban. 

## Fekvése
Bosznia-Hercegovina északnyugati részén, Banja Lukától légvonalban 63, közúton 81 km-re északnyugatra, községközpontjától légvonalban 7, közúton 9 km-re délkeletre, a Javorova, Lugaruša és Studena-patakok völgyei által közrefogott területen, 260 – 360 méteres tengerszint feletti magasságban, a Gornji-fennsík területén fekszik. Falusias, szétszórt típusú település. A település lakossága csekély, mely a település területén egyenetlenül oszlik meg.

## Népessége
| Nemzetiségi csoport | Népesség 1991 | Népesség 2013 |
| ------------------- | ------------- | ------------- |
| Szerb               | 74            | 47            |
| Bosnyák             | 0             | 0             |
| Horvát              | 0             | 0             |
| Jugoszláv           | 0             | 0             |
| Egyéb               | 0             | 0             |
| Összesen            | 74            | 47            |

## Története
A település 1878-ig tartozott az Oszmán Birodalomhoz, ekkor a berlini kongresszus határozata alapján az Osztrák-Magyar Monarchia része lett. A monarchia szétesésével 1918-ben előbb a Szerb-Horvát-Szlovén Királyság, majd 1929-től a Jugoszláv Királyság része. Jugoszlávia megszállása után a falu a Független Horvát Állam (NDH) része lett. 1945-től a település a szocialista Jugoszlávia része volt. A Bosznia-Hercegovinában zajló polgárháború idején a település a Boszniai Szerb Köztársaság része volt. A daytoni békeszerződést követő területfelosztásnál a település, Kostajnica község részeként a Szerb Köztársaság területéhez került.

## Gazdaság
A település lakossága elsősorban saját szükségleteik kielégítésére, mezőgazdasággal, azon belül extenzív mezőgazdasággal foglalkozik. Bizonyos területeken kukoricát, árpát és zabot vetnek, és állatállományt, például szarvasmarhát, juhot és kecskét nevelnek.

## Kultúra
- A település területén található egy kultúrház, melyet felújítottak. Sajnos az utóbbi időben nem használták kulturális, vagy oktatási célokra. Ma elsősorban politikai célokra használják.

## Fordítás
- Ez a szócikk részben vagy egészben  a(z)   Зовик című szerb Wikipédia-szócikk ezen változatának fordításán alapul.  Az eredeti cikk szerkesztőit annak laptörténete sorolja fel. Ez a jelzés csupán a megfogalmazás eredetét és a szerzői jogokat jelzi, nem szolgál a cikkben szereplő információk forrásmegjelöléseként.